# フランティシェク・バルトシュ (作曲家)
フランチシェク・バルトシュ（František Bartoš、1905年6月13日 ブルニェネツ - 1973年5月21日 プラハ）はチェコスロヴァキアの作曲家。
1921年から1928年までプラハ音楽院でヨゼフ・ボフスラフ・フェルステル、カレル・ボレスラフ・イラーク、ヤロスラフ・クシーチカらに作曲を師事。1931年に修了してから生涯フリーランスの作曲家として過ごした。
主要な作品に管弦楽組曲やメロドラマ、室内楽、ピアノ曲、歌曲、劇付随音楽がある。作曲のかたわら音楽史に関する著作を上梓した。